# Cortes de Valladolid (1300)

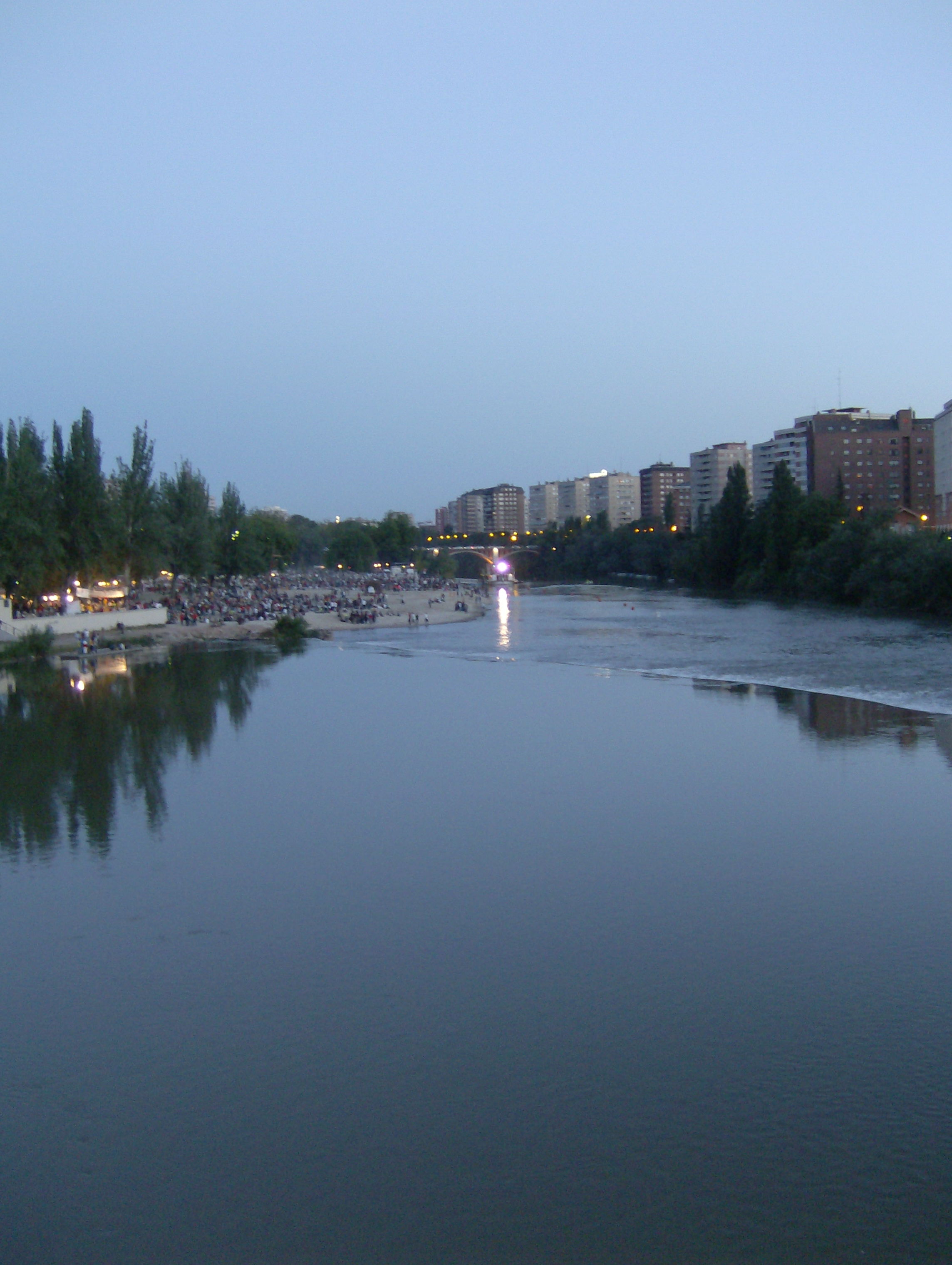
El río Pisuerga a su paso por la ciudad de Valladolid.

Cortes de Valladolid de 1300. Cortes del reino de Castilla celebradas en la ciudad de Valladolid entre los meses de mayo y junio de 1300, durante la minoría de edad del rey Fernando IV de Castilla. 
Fueron convocadas por la reina María de Molina, madre de Fernando IV de Castilla, y por el infante Enrique de Castilla el Senador, hijo del rey Fernando III de Castilla y tutor del rey Fernando IV durante su minoría de edad.

## Las Cortes de Valladolid de 1300

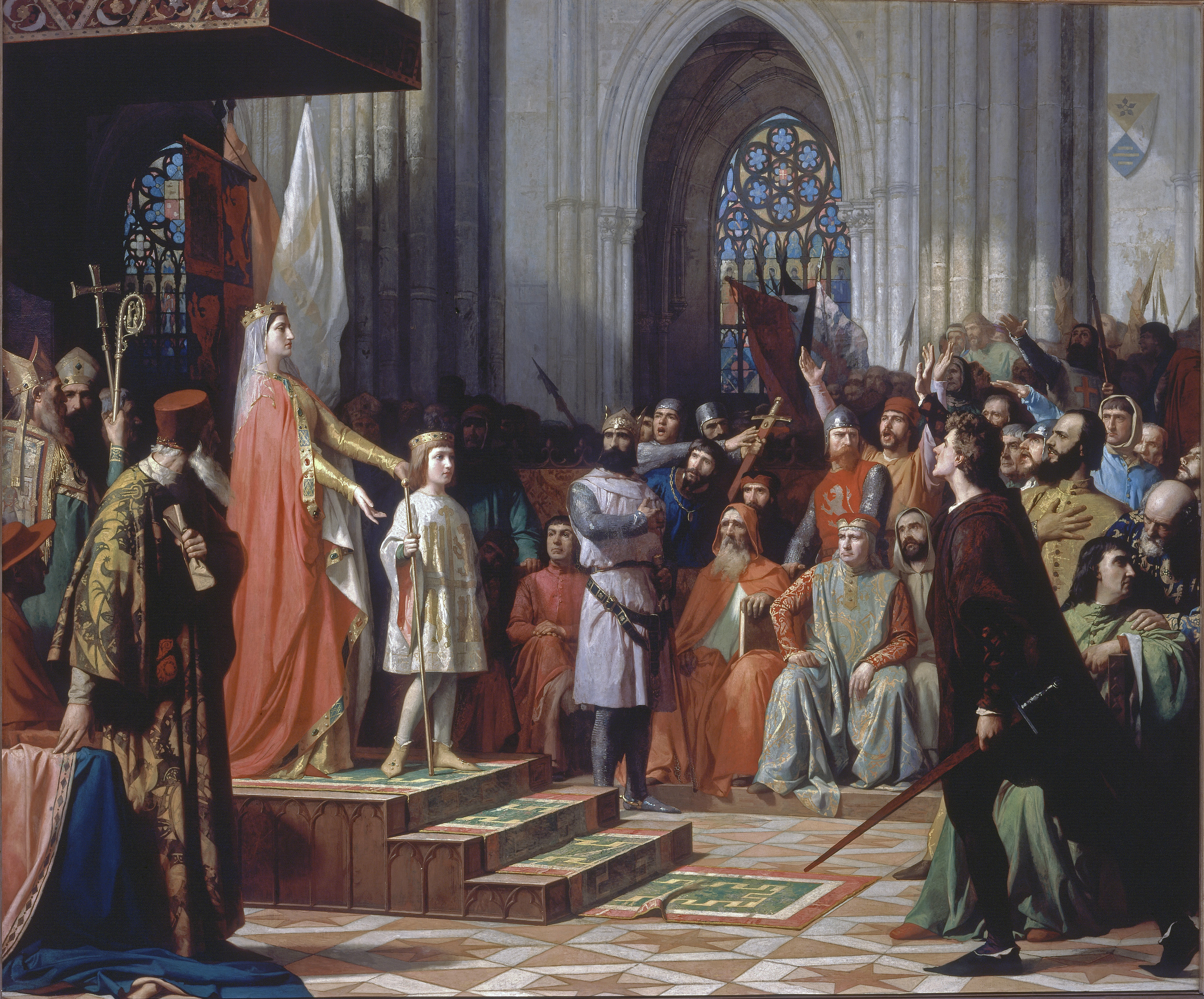
María de Molina presenta a su hijo Fernando IV en las Cortes de Valladolid de 1295. Óleo sobre lienzo de Antonio Gisbert Pérez. 1863. (Congreso de los Diputados de España).

Las Cortes de Valladolid de 1300 fueron una asamblea plena a las que se convocó a los ricoshombres, maestres de las órdenes militares, prelados y hombres buenos de los reinos de Castilla y León y de las Extremaduras, y los 29 artículos o leyes del cuaderno de las Cortes contienen las repuestas que la reina María de Molina y el infante Enrique de Castilla, en calidad de madre y tutor del rey, respectivamente, dieron a las peticiones de los concejos castellanos.
Durante estas Cortes el infante Juan de Castilla, hijo de Alfonso X y tío de Fernando IV, renunció a sus pretensiones sobre los reinos de León, Galicia y Sevilla, a pesar de haber sido proclamado rey de León en 1296, y prestó público juramento de fidelidad a Fernando IV y a sus sucesores, el 26 de junio de 1300, en presencia de toda la Corte castellana. El infante Enrique de Castilla, en calidad de tutor del rey, y en nombre de Fernando IV, recibió el homenaje del infante Juan, y el arzobispo de Toledo recibió su juramento. El infante Juan entregó a Fernando IV la ciudad de León y los demás lugares de los que se había apoderado durante la guerra entre ambos, aunque conservó los señoríos de Mansilla, Paredes de Nava, Medina de Rioseco, Castronuño y Cabreros, como compensación por su renuncia y la de su esposa, María Díaz de Haro, a la posesión del señorío de Vizcaya, que le fue confirmada a Diego López V de Haro, quien varios días antes, el 15 de junio de 1300, había otorgado a Bilbao el Fuero de Logroño. Además, el infante Juan recibió las soldadas que le correspondían de años atrasados, y para que pudiera recibirlas la reina María de Molina se vio obligada a vender los bienes patrimoniales que tenía en territorio sevillano.
La Crónica de Fernando IV señala que los procuradores del reino concedieron cuatro servicios al rey y otro servicio destinado a sufragar los gastos ocasionados por las bulas de legitimación y dispensa matrimonial que precisaba Fernando IV, quien aún no había contraído matrimonio con Constanza de Portugal, hija del rey Dionisio I de Portugal. No obstante, al haber demandado el infante Juan el importe de las soldadas que le correspondían, buena parte del dinero del servicio destinado a conseguir las bulas de legitimación y dispensa matrimonial del rey fueron a parar a manos del infante Juan.
Algunos historiadores del siglo XIX, como Manuel Colmeiro y Penido y Francisco Martínez Marina, creyeron erróneamente que el ordenamiento de estas Cortes no se había conservado, pero en la Biblioteca Nacional de España existe un manuscrito del siglo XVIII que contiene una copia de dicho ordenamiento, otorgada por Fernando IV a la ciudad de Palencia el 6 de junio de 1300. Y al igual que en las Cortes de Valladolid de 1299, en el ordenamiento de éstas se indica que las disposiciones de Fernando IV en las Cortes fueron realizadas «con consejo y con otorgamiento de la Reina Doña María mi madre y del Infante Don Enrique mío tío y mío tutor».

### Disposiciones generales

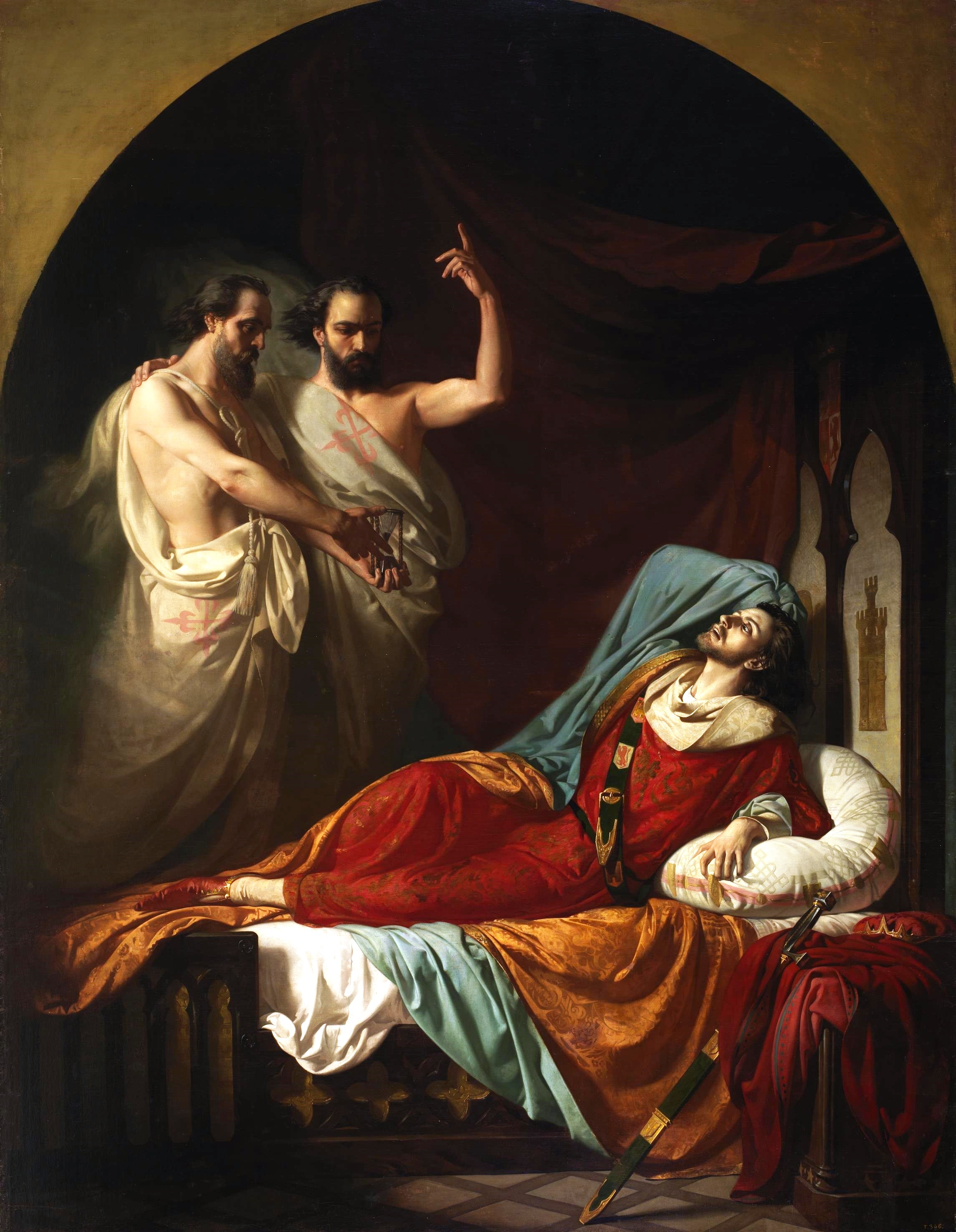
Últimos momentos de Fernando IV el Emplazado. Óleo sobre lienzo de José Casado del Alisal. 1860. (Palacio del Senado de España).

- El rey ordenó que nadie debería atreverse a quebrantar las disposiciones aprobadas en estas Cortes, y que aquellos que lo hicieran pagarían una multa de diez maravedís de la moneda nueva, y pagarían a los concejos doblados todos los daños que les hubieran ocasionado.[8] Además, el rey ordenó a Juan Rodríguez, adelantado mayor de Castilla, a los merinos de ese territorio, a los demás adelantados, y a todos los que vieran el cuaderno de estas Cortes, que nadie se atreviera a quebrantar las disposiciones contenidas en él bajo pena de ser encerrado en prisión hasta que hubiera sido castigado por el rey y hubiera pagado la pena anteriormente indicada.[8]
- Los procuradores solicitaron al rey que la justicia se administrara en todo el reino con arreglo a los fueros y derechos, y que el monarca reparase todos los males y daños que sus súbditos habían recibido.[9] Y Fernando IV aprobó la petición y se comprometió a hacerlo así.[9]
- También solicitaron los procuradores al rey que solucionase los problemas del reino y que combatiese con presteza a su primo, Alfonso de la Cerda, y a su tío, el infante Juan de Castilla,[9] que estaban devastando el reino junto con sus partidarios,[7] y el rey se comprometió a enviar a sus fronteros rápidamente contra ellos y a repartir convenientemente entre estos últimos los recursos necesarios para que le sirvieran bien y el territorio quedase protegido.[9]
- El rey garantizó, a petición de los procuradores, la seguridad de los mercaderes, y afirmó que no permitiría que continuaran siendo asaltados o apresados como hasta entonces.[10]
- Fernando IV se comprometió a librar los pleitos que le presentaron durante estas Cortes los procuradores de las villas y ciudades del reino, quienes se quejaron al rey de los muchos males y daños que venían sufriendo hasta entonces.[10] Y el rey también ordenó a los porteros de su Casa que no deberían impedir que los hombres buenos que acudieran a la Corte pudieran verle, a fin de que pudieran comunicarle personalmente sus problemas.[10]
- Los procuradores se quejaron al rey de que había concedido cartas y privilegios, en relación con las escribanías de los judíos y los cristianos en las villas, en las que ordenaba que dichos escribanos desempeñaran su oficio como lo hacían en la época de Fernando III y Alfonso X, bisabuelo y abuelo, respectivamente, de Fernando IV. Y también se quejaron de que, a pesar de lo anterior, Fernando IV había concedido algunas escribanías a otras personas, y manifestaron al rey que en algunos lugares las escribanías de los judíos estaban separadas de las de los cristianos desde los reinados anteriores.[10] Y Fernando IV dispuso que en aquellos lugares donde por fuero podían proveer las escribanías deberían comunicárselo, para que él respetara ese privilegio.[10]
- También solicitaron los procuradores al rey que los fronteros pagaran todo lo que hubieran tomado o consumido, y que en lo sucesivo dichos fronteros no causaran males o daños a los súbditos del rey.[10] Y Fernando IV aprobó la petición y dispuso que deberían mostrarle qué fronteros habían tomado cosas en esos lugares, para que pudieran repararse los daños ocasionados.[10]
- Los procuradores también solicitaron al rey que los pleitos derivados de los heredamientos pecheros que pasaran a depender de la jurisdicción de abadengo fueran librados por el rey con arreglo al derecho, pero Fernando IV decretó que todas las adquisiciones que atentaran contra lo establecido al respecto en el ordenamiento de las Cortes de Haro de 1288, celebradas durante el reinado de Sancho IV, deberían regirse por éste,[11] a menos que los clérigos demostrasen ante el propio monarca las razones por las que lo habían adquirido.[12]
- El rey garantizó, a petición de los procuradores, la seguridad de los representantes de los concejos y de los hombres buenos cuando acudieran a la Corte, y también durante sus viajes de ida y vuelta.[12]
- Fernando IV ordenó, a petición de los procuradores, que los malhechores no deberían ser acogidos en las casas de los infantes, ricoshombres u otros nobles, y que si lo fueran la casa que los hubiera acogido debería ser derribada.[12]Sepulcro de la reina María de Molina. (Monasterio de las Huelgas Reales de Valladolid).

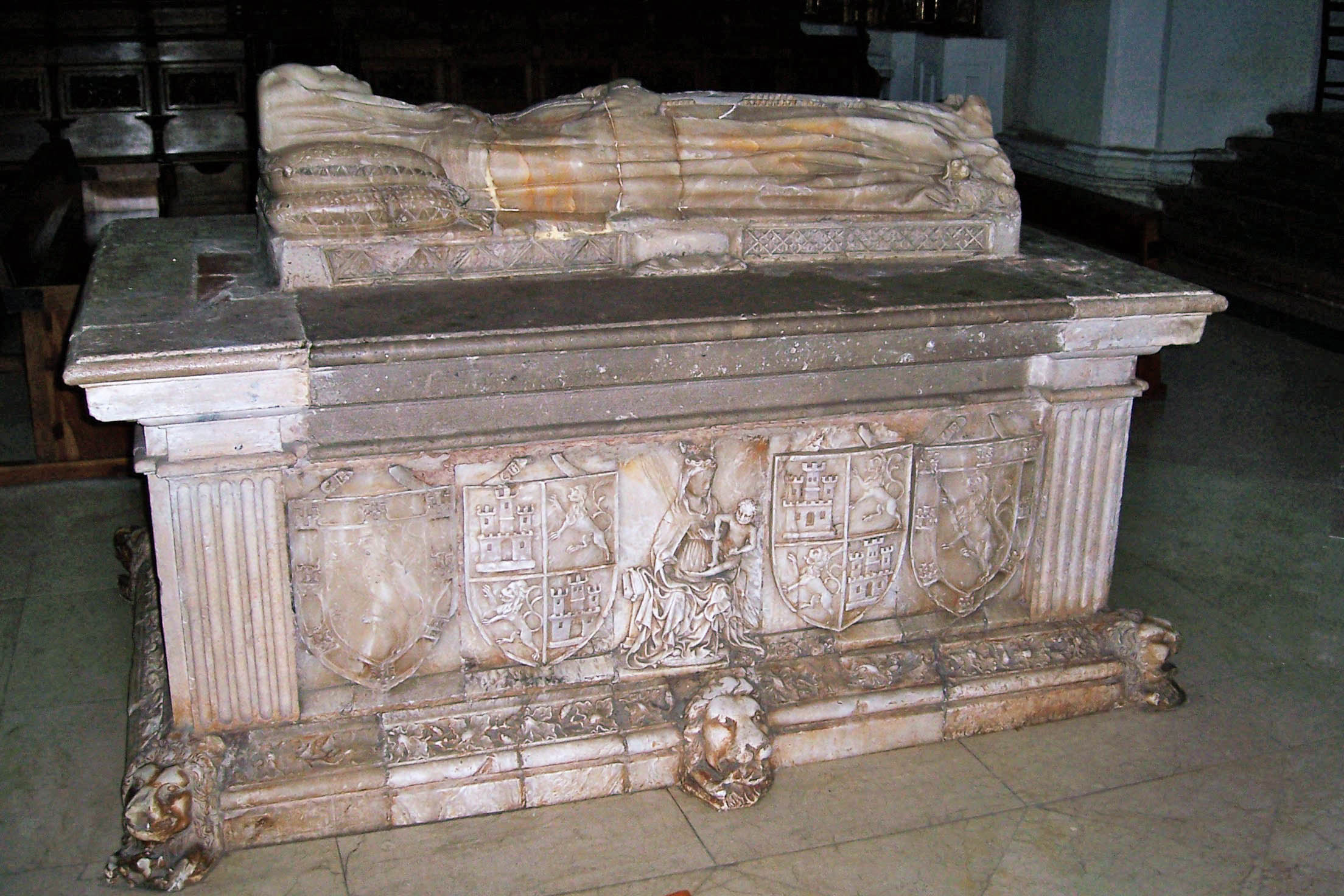
Sepulcro de la reina María de Molina. (Monasterio de las Huelgas Reales de Valladolid).

- El rey también garantizó, a petición de los procuradores, que ninguna persona sería ejecutada[7] o sancionada económicamente sin ser antes oída.[8]
- Además, el rey ordenó a Juan Fernández, señor de Úrbel del Castillo, que acudiera a la Corte para ser juzgado, ya que su hijo, Juan de Haro, había secuestrado y torturado a dos hombres buenos de Santander que se dirigían a Burgos, y había exigido un rescate por ellos,[8] y los procuradores habían solicitado al rey durante estas Cortes que castigara al culpable.[8]
- El rey también dispuso, a petición de los procuradores, que todos aquellos que, estando a su servicio, cometiesen algún mal, fueran «entregados para siempre», y que los que quebrantasen alguna tregua serían ejecutados.[8]
- Fernando IV también ordenó que las personas que transportaran alimentos, los tratantes de ganado, y las mercancías que llevasen no deberían ser embargadas hasta que llegaran a los lugares donde siempre habían sido y debían ser almacenadas para su exportación.[8]
- En relación con las murallas de las villas, los procuradores se quejaron al rey de que cuando los clérigos de un lugar colaboraban en su construcción y eran apresados, los obispos pronunciaban sentencias contra las villas y provocaban que las obras quedaran paralizadas y la población quedase desprotegida.[8] Y por ello el rey ordenó que todos los habitantes de un lugar, incluidos los nobles y los clérigos, deberían contribuir al mantenimiento de las murallas, pues daban protección a todos ellos, y también ordenó que los merinos y los alcaldes deberían confiscar todos los bienes de los obispos hasta que levantasen dichas sentencias.[8]

### Disposiciones relativas a la cancillería real

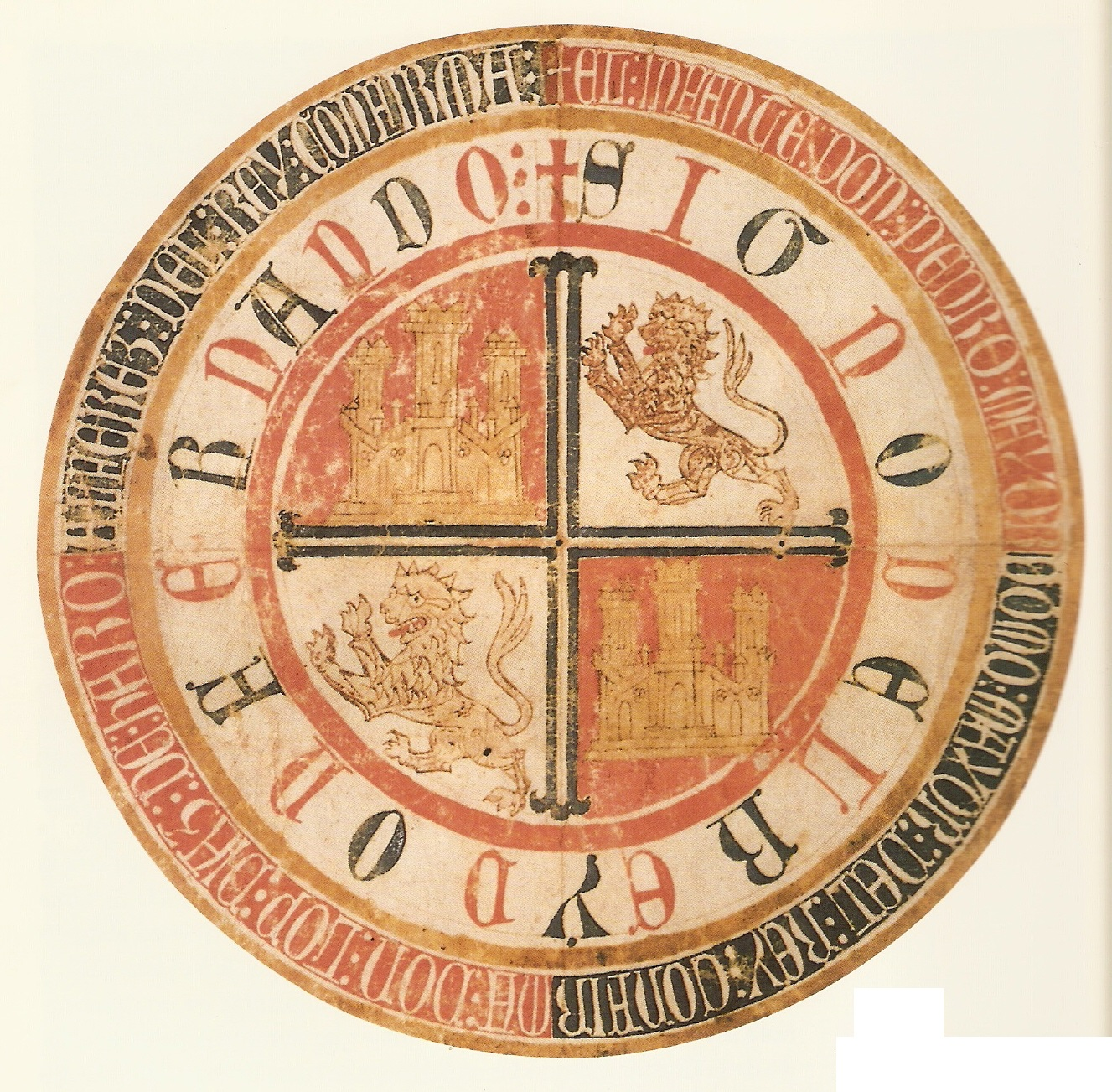
Rueda de un privilegio rodado emitido durante el reinado de Fernando IV de Castilla.

- El rey se comprometió a no permitir que la cancillería real emitiera cartas desaforadas, ya que provocaban que los pleitos se prolongaran,[9] y también dispuso que no permitiría que los escribanos del rey continuaran cometiendo fraudes, ya que consignaban en los libros y en los registros que no habían cobrado ninguna cantidad y en realidad las percibían por redactar las cartas y hacer los libramientos.[9]
- Fernando IV dispuso, a petición de los procuradores, que los notarios reales deberían desempeñar el oficio por sí mismos, y que en caso de que tuvieran que acudir a un lugar, sus sustitutos deberían ser hombres buenos y legos «ricos y abonados», y no podrían nombrar a nadie para que los sustituyera.[9] Además, el rey afirmó en el ordenamiento de estas Cortes que, con esta medida, sus súbditos dejarían de recibir daños y perjuicios.[9]
- El rey ordenó, a petición de los procuradores, que en la Corte debería haber tantos alcaldes y escribanos como fueran necesarios,[13] al igual que había sido ordenado en las Cortes de Valladolid de 1299,[14] y también dispuso que varios alcaldes y escribanos se encargaran exclusivamente de librar los pleitos y las cartas del reino de Castilla, que otros se encargaran únicamente de los del reino de León, y que las cartas que atentaran contra esta disposición no deberían ser cumplidas.[10] Además, el rey ordenó que los alcaldes y escribanos de su Corte recibirían un salario que les permitiera desempeñar su oficio adecuadamente.[10]

### Disposiciones tributarias
- Fernando IV ordenó, a petición de los procuradores, que los marcos de plata destinados a su servicio deberían ser recaudados exclusivamente por hombres buenos de las villas designados por el propio monarca, y que las cantidades recaudadas deberían ser destinadas exclusivamente al servicio del rey y no a otros fines.[9]
- El rey también dispuso, a petición de los procuradores, que los hombres buenos de las villas serían los encargados de recaudar los pechos y los servicios aprobados en estas Cortes.[11]Privilegio rodado concedido por Fernando IV en 1310 al monasterio de San Clemente de Sevilla.

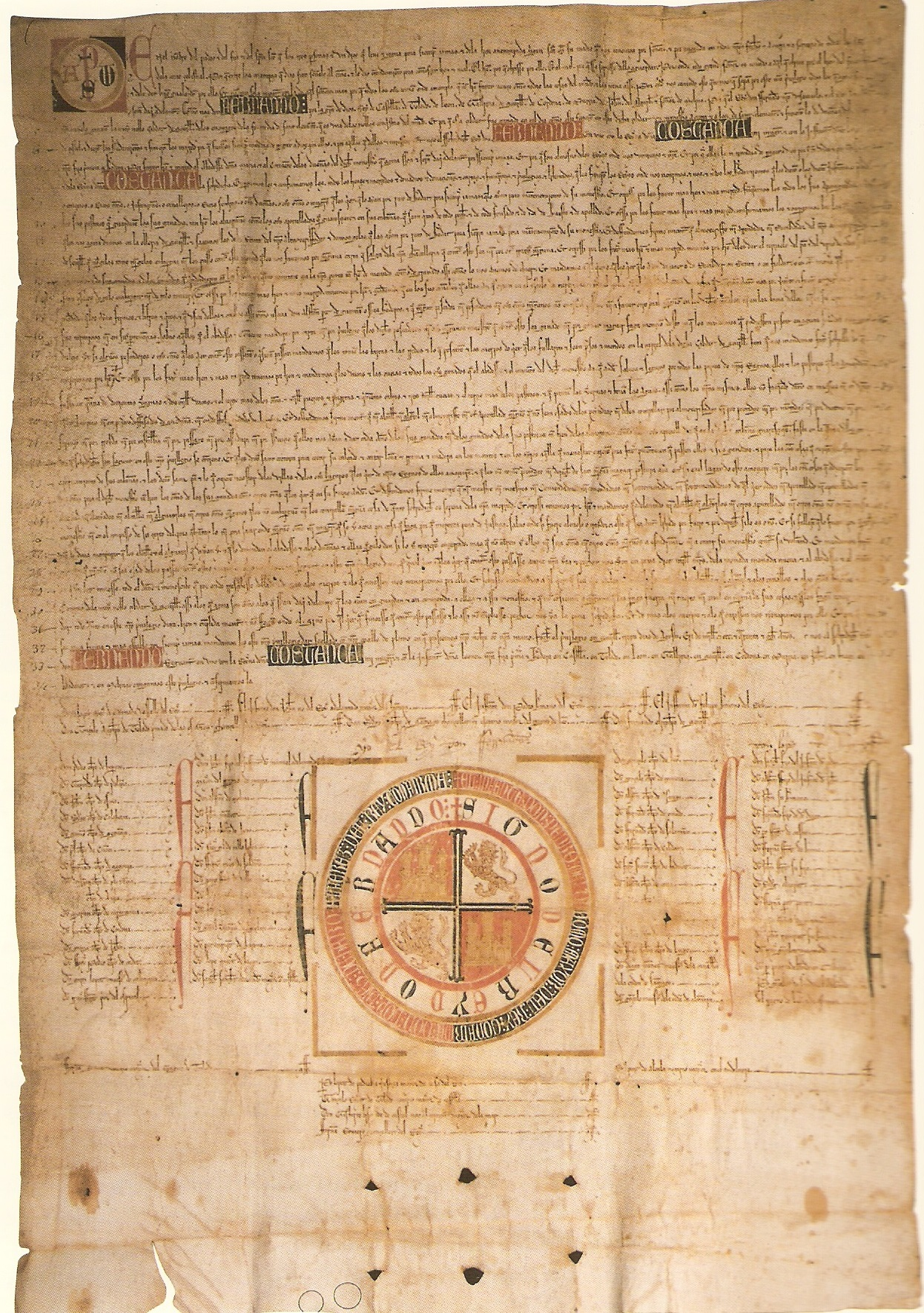
Privilegio rodado concedido por Fernando IV en 1310 al monasterio de San Clemente de Sevilla.

- Los procuradores solicitaron al rey que los merinos fueran los únicos encargados de hacer las prendas destinadas a pagar los pechos y los servicios aprobados en las Cortes, y también solicitaron que los merinos no apresaran a un pechero de cada lugar como hasta entonces, pues argumentaron que los habitantes del reino recibían grandes daños por las prendas que unos merinos hacían a otros.[10] Y Fernando IV aprobó la petición y ordenó que se hiciera así.[10]
- Fernando IV prohibió, a petición de los procuradores, sacar del reino oro, plata, moneda acuñada u otras cosas vedadas, entre las que se incluían los caballos,[10] y ordenó que la moneda falsa que circulaba por el reino debería ser destruida.[11]
- Los procuradores solicitaron al rey que no demandase el pago de los yantares en aquellos lugares donde por fuero o por costumbre estaban exentos de entregarlo, a menos que el propio monarca fuera a ellos, y también solicitaron que los que ya hubieran sido tomados en dichos lugares fueran devueltos.[10] Pero Fernando IV dispuso que en aquellos lugares donde nunca los habían entregado hasta entonces podrían continuar haciéndolo así, y que en los demás lugares debería cumplirse lo que él había ordenado al respecto en las Cortes de Cuéllar de 1297.[10]
- El rey también decretó, a petición de los procuradores, que no reclamaría el pago del tributo de la fonsadera en aquellos lugares donde por fuero estaban exentos de entregarla, y también se comprometió a no emitir cartas en las que se ordenara que la tomasen.[10]
- Los procuradores solicitaron al rey que los concejos de donde fueran naturales los cogedores de impuestos no fueran prendados si éstos no pagaban lo que debían a los nobles, ni tampoco por las prendas que los cogedores hicieran para recaudar los pechos reales. Y también solicitaron que las querellas contra los cogedores fueran presentadas al rey para que éste administrara justicia, que los merinos no permitieran que nadie quebrantase esta orden, y que todo lo que hubiera sido confiscado por esta razón fuera devuelto.[12] Y Fernando IV aprobó la petición y dispuso que los concejos no deberían amparar a los cogedores que fueran naturales de ellos.[12]
- También se quejaron los procuradores de los daños ocasionados por los merinos y los alcaldes cuando prendaban las villas, pero el rey ordenó que los concejos no deberían oponerse a dichas prendas, ya que deberían hacerse, si era necesario, como establecían las leyes.[12]
- También solicitaron los procuradores al rey que cuando los mercaderes llegaran a los puertos y pagaran los correspondientes diezmos, no tuvieran que usar un albalá de guía ni fueran vigilados mientras transitaban por el territorio por causa de los diezmos, y que si les exigían el pago de dicho tributo no deberían ser prendados por las prendas que se hicieran de un concejo a otro, sino exclusivamente por sus propias deudas.[12] Y Fernando IV dispuso que debería cumplirse lo establecido al respecto por los reyes Alfonso X y Sancho IV.[12]

### Disposiciones relativas a los judíos y musulmanes
- Los procuradores solicitaron al rey que se respetaran las disposiciones que su padre, Sancho IV, había otorgado sobre los plazos de las deudas entre los cristianos y los judíos, pero Fernando IV amplió tres años más el plazo de seis que su padre había concedido para que los judíos pudieran reclamar sus deudas a los cristianos, ya que muchos de ellos no habían podido cobrarlas a causa de la guerra.[11]
- También solicitaron los procuradores al rey que todos los judíos o musulmanes que adquiriesen heredamientos pecheros pagasen por ellos los correspondientes pechos, y Fernando IV ordenó que se cumpliera lo establecido al respecto por su padre, Sancho IV.[12]
- Los procuradores también solicitaron al rey que respetase los fueros de aquellos lugares en los que se establecía que no hubiera entregadores de los judíos, y Fernando IV dispuso que debería hacerse lo que se hacía en la época de Alfonso X y Sancho IV.[12]